# Legia Varsovie (basket-ball)
Cet article concerne la section basket-ball du club. Pour la page d'homonymie, voir Legia Varsovie.
La section basket-ball du Legia Varsovie est un club polonais de basket-ball basé à Varsovie. Il appartient depuis la saison 2017-2018 à la Polska Liga Koszykówki, soit le plus haut niveau du basket-ball polonais. Il est l'une des sections du club omnisports du Legia Varsovie.
Champion de Pologne à sept reprises, entre les années 1950 et 1960, il compte aussi à son palmarès deux victoires en Coupe de Pologne.

## Historique

### Fondation et débuts
Fondé en mars 1916 sur les terres de Volhynie (région de l'actuelle Ukraine) lors de la Première Guerre mondiale, le Legia Varsovie (qui tire son nom des légions polonaises engagées dans le conflit) est officiellement enregistré en 1920 dans la capitale de la toute nouvelle république polonaise. Sa section basket-ball est créée en 1929, après celles liées au football (1916) ou au hockey sur glace (1927).
Le premier match de l'équipe est joué le 8 décembre 1929 contre le Jutrznia (victoire 31-5), une association sportive juive. Après plusieurs années passées dans les divisions inférieures et l'arrêt des activités sportives pour cause de Seconde Guerre mondiale, le Legia est rattaché à l'armée polonaise et reçoit en 1951 une wild card pour participer au championnat de Pologne. Pour sa première saison dans l'élite, le club termine troisième derrière le Spójnia Łódź et le Gwardia Cracovie. Il atteint également la finale de la Coupe de Pologne, perdue contre le Gwardia (35-33, après prolongation).

### Succès dans les années 1960
Par la suite, toujours sous les ordres de l'entraîneur Tadeusz Ulatowski, l'équipe continue d'occuper les premières places du classement, et obtient son premier titre de champion en 1956. C'est le début de la domination du club sur le basket-ball polonais (six autres titres et plusieurs places d'honneur jusqu'en 1969).
Le club de Varsovie s'illustre également sur la scène européenne, en atteignant à quatre reprises les quarts de finale de la Coupe d’Europe des clubs champions. Il parvient même à battre en 1962 le grand Real Madrid lors du quart de finale aller (victoire 73-62 à la Hala Gwardia, avant une défaite 71-100 au retour à Madrid).

### Périodes moins fastes

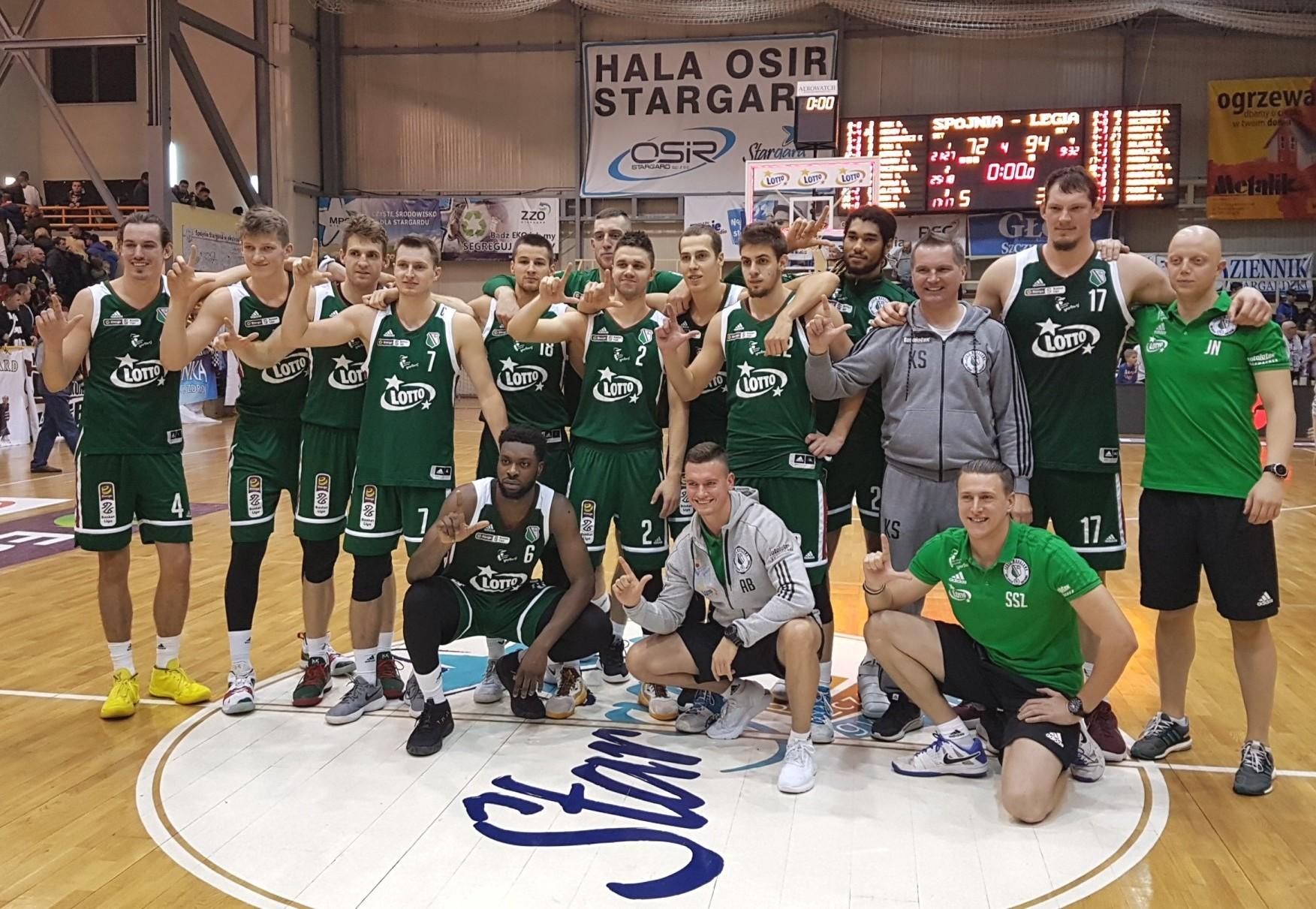
L'équipe en 2018, à Stargard.

Toutefois, dès le début des années 1970, le Legia connaît des difficultés et obtient ses pires résultats sur la scène nationale. En 1972, il se classe à la 9e place et est relégué en deuxième division. S'ensuivent une remontée immédiate en première division puis une nouvelle relégation en 1975. Après trois saisons en II liga, l'équipe revient dans l'élite et parvient à s'y stabiliser. Dans les années 1990, elle peine à nouveau à se maintenir au haut niveau, et vont se succéder des saisons de galère entre première et troisième division. En 2010, le Legia tombe même en quatrième division, avant d'entamer sa remontée qui le conduira jusqu'en Polska Liga Koszykówki (première ligue polonaise) après quatorze ans d'absence, en 2017. Après une première saison compliquée où il ne doit son salut qu'au forfait général du Czarni Słupsk, le Legia améliore ses résultats jusqu'à terminer à la 4e place en 2020-2021, qualificative pour la Coupe d'Europe FIBA 2021-2022.

### Retour au premier plan
Au sein de la quatrième (hiérarchiquement) compétition européenne de clubs, le club de Varsovie atteint les quarts de finale, éliminé par les Italiens du Pallacanestro Reggiana. Lors de la même saison, il atteint la finale du championnat national, lors de laquelle il est défait par le Śląsk Wrocław (4 manches à 1).
En février 2024, 54 ans après son dernier titre majeur, le Legia remporte la Coupe de Pologne, en battant le Stal Ostrów Wielkopolski en finale (94-71). Aric Holman est nommé MVP de la compétition.

## Anciens noms
- WKS Legia Warszawa (1929-1939, 1947-1949)
- CWKS Legia Warszawa (1951-1998)
- Legia Królewskie Warszawa (1998-2003)
- CWKS Legia Warszawa (2003-2008)
- Stowarzyszenie Koszykówki Legia Warszawa (2008-2009)
- Unibet Legia Warszawa (2009-?)

## Palmarès
- Champion de Pologne (7) : 1956, 1957, 1960, 1961, 1963, 1966 et 1969
- Vainqueur de la Coupe de Pologne (2) : 1970 et 2024
- Champion de Pologne D2 (1) : 2017

## Entraîneurs successifs
| - Jan Dierżko (1949-1951) - Tadeusz Ulatowski (1951-1959) - Władysław Maleszewski (1959-1967) - Stefan Majer (1967-1972) - Andrzej Pstrokoński (1972-1975) - Władysław Pawlak (1975-1981) - Stefan Majer (1981-1982) - Adam Wielgosz (1982-1984) - Ryszard Pietruszak (1984-1986) - Jan Kwasiborski (1986-1988) | - Marek Jabłoński (1988-1990) - Adam Wielgosz (1990-1991) - Aleksandr Salnikov (1991-1992) - Jan Kwasiborski (1992-1996) - Robert Chabelski (1996-1998) - Marek Jabłoński (1998-2001) - Jacek Gembal (2001-2004) - Jacek Łączyński (2004) - Robert Chabelski (2004-2006) | - Michał Spychała (2006-2007) - Robert Chabelski (2007-2009) - Robert Pacocha (2009-2010) - Robert Chabelski (2010-2012) - Piotr Bakun (2012-2015) - Michał Spychała (2015-2016) - Piotr Bakun (2016-2017) - Tane Spasev (2017-2020) - Wojciech Kamiński (2020-2024) - Marek Popiołek (depuis 2024) |